# Biarne
Biarne – miejscowość i gmina we Francji, w regionie Burgundia-Franche-Comté, w departamencie Jura.
Według danych na rok 1990 gminę zamieszkiwało 355 osób, a gęstość zaludnienia wynosiła 57 osób/km² (wśród 1786 gmin Franche-Comté Biarne plasuje się na 410. miejscu pod względem liczby ludności, natomiast pod względem powierzchni na miejscu 707.).